# 스리랑카 자유당
스리랑카 자유당(싱할라어: ශ්‍රී ලංකා නිදහස් පක්ෂය, 타밀어: இலங்கை சுதந்திரக் கட்சி, 영어: Sri Lanka Freedom Party, SLFP)은 스리랑카의 주요 정당 중 하나이다. 1951년 솔로몬 반다라나이케에 의해 창당되었고, 그 이후 스리랑카 정치 무대에서 가장 큰 두 정당 중 하나가 되었다. 1956년에 처음 집권했고 그 이후로 여러 차례 정부 내에서 우세한 정당이 되었다. 이 정당은 사회민주주의적 경향을 가진 것으로 간주되며 종종 싱할라 민족주의 정당과 연관되어 있다. 그 정당은 실론의 비동맹 중립 외교 정책을 주장했다.현재 스리랑카 자유당은 스리랑카 인민자유동맹에서 두 번째로 큰 규모의 정당이다.

## 역사
창당부터 실론의 독립까지 스리랑카 자유당은 민주사회주의와 비동맹 외교 정책을 일관되게 주장했다. 스리랑카 독립 이후 사회민주주의와 싱할라 민족주의 정책은 중도우파 통일국민당과 함께 주요 정당 지위를 확립하기 위한 과정이었다. 창립 지도자인 솔로몬 반다라나이케는 당의 기반이 원주민 의사, 성직자, 교사, 농부, 노동자로 구성된 '판차 마하 발라베가야'(5대 세력)가 될 것이라고 말했다.
1952년 의회 선거에서 9석을 얻은 후, 지도자 솔로몬 반다라나이케는 1948년에 달성된 독립에 진정한 의미를 부여하는 강령으로 1956년 선거에 도전했다. 이것은 1956년 선거에서 SLFP가 큰 승리를 거두는 것을 보았던 민주사회주의와 실론 민족주의 정책들을 포함했고 많은 관찰자들에 의해 서구화된 엘리트들의 일식을 초래한 계기로 보여진다.